# Хербштајн
Хербштајн (њем. Herbstein) град је у њемачкој савезној држави Хесен. Једно је од 19 општинских средишта округа Фогелсберг. Према процјени из 2010. у граду је живјело 4.963 становника. Посједује регионалну шифру (AGS) 6535008.

## Географски и демографски подаци
Хербштајн се налази у савезној држави Хесен у округу Фогелсберг. Град се налази на надморској висини од 461 метра. Површина општине износи 80,0 km². У самом граду је, према процјени из 2010. године, живјело 4.963 становника. Просјечна густина становништва износи 62 становника/km².

## Међународна сарадња
| Мјесто | Држава   | Врста сарадње | Од    |
| ------ | -------- | ------------- | ----- |
| Хевиз  | Мађарска | партнерство   | 1993. |
| Ранст  | Белгија  | партнерство   | 1968. |
| Извор  |          |               |       |